# 임경훈 (축구인)
임경훈(林敬勳, 1984년 3월 19일 ~ )은 대한민국의 전 축구 선수였으며 은퇴 후 현재는 축구 지도자이며 선수로 활동할 당시 포지션은 수비수였다.
수원 삼성 블루윙즈 U-15팀인 매탄중학교 축구부에서 수석 코치를 역임하였고,이후 자신의 출신교(팀)이였던 포항제철고교(포항 스틸러스 U-18) 수석 코치를 맡았으며 현재는 포항제철중(포항 스틸러스 U-15) 감독을 맡고 있다.